# 회전파 근사
회전파 근사(rotating wave approximation)는 상호작용 묘사의 해밀토니언에서 켓 벡터(ket vector)에 포함되는, 섭동이 없을 때의 해밀토니안을 무시하고 상호작용에 의한 변화만을 남겨두는 근사 방법이다.

## 2준위계에서 단진동하는 섭동

### 섭동 이론의 해
2준위계(Two-level system)에서, 각 준위의 에너지 고윳값과 그 때의 고유함수를 각각 {\displaystyle E_{a},E_{b},\psi _{a},\psi _{b}}라고 하고, 섭동이 없을 때의 해밀토니안을 {\displaystyle H_{0}}라 하면, 그 때의 파동함수를
{\displaystyle \Psi (t)=c_{a}(t)\psi _{a}e^{-iE_{a}t/\hbar }+c_{b}(t)\psi _{b}e^{-iE_{b}t/\hbar }}
라 할 수 있다. 이 때,
{\displaystyle \left|c_{a}(t)\right|^{2}+\left|c_{b}(t)\right|^{2}=1}
이다. 이제 단진동하는 섭동 {\displaystyle H^{1}({\vec {r}},t)=V({\vec {r}})\cos {(wt)}}을 주고, 초기조건을 {\displaystyle c_{a}(0)=1,c_{b}(0)=0}라 하면, 1차 섭동이론(first order perturbation theory)에서 다음과 같은 결과를 얻을 수 있다.
{\displaystyle c_{b}(t)\simeq -{\frac {V_{ba}}{2\hbar }}\left[{\frac {e^{i(\omega _{0}+\omega )t}-1}{\omega _{0}+\omega }}+{\frac {e^{i(\omega _{0}-\omega )t}-1}{\omega _{0}-\omega }}\right]}
여기에서 {\displaystyle \omega _{0}}는 전이주파수(transition frequency)이고, {\displaystyle V_{ba}=\langle \psi _{b}|V|\psi _{a}\rangle }이다. 만약 전이주파수와 같은 진동수의 섭동을 준다면, 첫 번째 항은 무시하여도 좋을 것이다. 이때 전이확률(transition probability)은 아래와 같다.
{\displaystyle P_{a\to b}(t)=|c_{b}(t)|^{2}\simeq {\frac {|V_{ab}|^{2}}{\hbar ^{2}}}{\frac {\sin ^{2}{[(\omega _{0}-\omega )t/2]}}{(\omega _{0}-\omega )^{2}}}}

### 라비 진동수
라비(Isidor Isaac Rabi, 1898 - 1988)는 처음 섭동을 회전파 근사하면, 섭동이론을 고려하지 않고도 문제를 정확히 풀 수 있음을 지적하였다. 위 결과의 첫 번째 항은 {\displaystyle \cos {(\omega t)}}의 첫 번째 부분 {\displaystyle e^{i\omega t}/2}에서 오는 것이다. 섭동 해밀토니안을 아래와 같이 적으면 문제를 해결할 수 있다.
{\displaystyle H_{ba}^{1}={\frac {V_{ba}}{2}}e^{-i\omega t},\quad H_{ab}^{1}={\frac {V_{ab}}{2}}e^{i\omega t}}
위의 섭동은 에르미티안(hermitian)이다. 이러한 근사는 디락 묘사에서, 섭동 이론에서 확인한 것과 같은, 물리적 의미를 확인할 수 있다. 이는 아래 원자의 쌍극자 근사에서의 섭동에서 서술할 것이다. 해는 다음과 같다.
{\displaystyle c_{a}(t)=e^{i(\omega -\omega _{0})t/2}\left[\cos {(\Omega t)}+i\left({\frac {\omega _{0}-\omega }{2\Omega }}\right)\sin {(\Omega t)}\right],\quad c_{b}(t)=-{\frac {i}{2\hbar \Omega }}e^{i(\omega _{0}-\omega )t/2}\sin {\Omega t}}
이제 전이주파수는 다음과 같다.
{\displaystyle P_{a\to b}(t)=|c_{b}(t)|^{2}=\left({\frac {|V_{ab}|}{2\hbar \Omega }}\right)^{2}\sin ^{2}{(\Omega t)}}
이때, 라비 진동수(Generalized Rabi frequency) {\displaystyle \Omega }는
{\displaystyle \Omega ={\frac {1}{2}}{\sqrt {(\omega _{0}-\omega )^{2}+(|V_{ab}|/\hbar )^{2}}}}
로 정의된다.

## 원자의 쌍극자 근사에서의 섭동

### 쌍극자 근사에서의 상호작용(섭동)
쌍극자 모멘트(Dipole moment)가 {\displaystyle {\vec {d}}}, 외부 전기장이 주어졌을 때, 섭동 해밀토니안은 아래와 같이 주어진다.
{\displaystyle H^{1}=-{\vec {d}}\cdot {\vec {E}}}
외부 전기장은
{\displaystyle {\vec {E}}(t)={\vec {E_{0}}}\left(e^{-i\omega t}+e^{i\omega t}\right)}
이다. 이제 고유함수를 기저로 하자.
예를 들어,수소 원자에서 바닥상태(Ground state)가 (000)이고, 들뜬 상태가 (211)인 2준위계로 주어진다면,
{\displaystyle {\vec {d}}={\begin{pmatrix}0&\int \Psi _{211}^{*}({\vec {r}})e{\vec {r}}\Psi _{100}({\vec {r}})d^{3}r\\\int \Psi _{100}^{*}({\vec {r}})e{\vec {r}}\Psi _{211}({\vec {r}})d^{3}r&0\\\end{pmatrix}}}
이다. 일반적으로 에너지 고유상태에서 원자가 쌍극자를 가지지 않으므로, 쌍극자 모멘트 연산자의 대각 성분은 0이다. 따라서 쌍극자 모멘트 연산자를 아래와 같이 적을 수 있다.
{\displaystyle {\vec {d}}={\begin{pmatrix}0&{\vec {d}}_{ab}\\{{\vec {d}}_{ba}}^{*}&0\\\end{pmatrix}}}
따라서, 섭동은
{\displaystyle H^{1}=-{\vec {d}}\cdot {\vec {E}}={\begin{pmatrix}0&-\hbar \Omega \left(e^{-i\omega t}+e^{i\omega t}\right)\\-\hbar \Omega \left(e^{-i\omega t}+e^{i\omega t}\right)&0\\\end{pmatrix}}}
이다. {\displaystyle \omega }와 {\displaystyle -\omega }로 진동하는 두 부분으로 나뉘었다.

### 디락 묘사와 회전파 근사
이제, {\displaystyle \omega _{0}}로 회전하는 좌표계에서 문제를 보기로 하자. 바로 디락 묘사(Interaction picture)이다. 라비 진동수 {\displaystyle \Omega }는 아래와 같이 정의한다.
{\displaystyle \Omega ={\frac {1}{\hbar }}{\vec {d}}_{ab}\cdot {\vec {E}}}
회전하는 좌표계에서 상호작용은
{\displaystyle H_{I}^{1}=e^{iH_{0}t/\hbar }H^{1}e^{-iH_{0}t/\hbar }}
와 같이 주어진다. 따라서,
{\displaystyle H_{I}^{1}={\begin{pmatrix}0&-\hbar \Omega \left(e^{-i(\omega -\omega _{0})t}+e^{i(\omega +\omega _{0})t}\right)\\-\hbar \Omega \left(e^{i(\omega -\omega _{0})t}+e^{-i(\omega +\omega _{0})t}\right)&0\\\end{pmatrix}}}
이다.
이제, 전이주파수와 같은 진동수의 섭동을 준다고 하면,
{\displaystyle H_{I}^{1}\simeq {\begin{pmatrix}0&-\hbar \Omega \left(e^{-i(\omega -\omega _{0})t}\right)\\-\hbar \Omega \left(e^{i(\omega -\omega _{0})t}\right)&0\\\end{pmatrix}}}
로 근사할 수 있다. 바로 회전파 근사이다.
이제 다시 슈뢰딩거 묘사로 되돌아오면,
{\displaystyle H^{1}\simeq {\begin{pmatrix}0&-\hbar \Omega e^{-i\omega t}\\-\hbar \Omega e^{i\omega t}&0\\\end{pmatrix}}}
이다. 바로 2준위계에서 시도한 섭동과 같은 형태의 섭동이 되었다. 섭동의 정방향 회전({\displaystyle \omega })와 역방향 회전(counter rotation, {\displaystyle -\omega }) 성분 중에서 정방향 회전 부분만 남게 되었다. 역방향 회전까지 고려하게 되면, 공명 주파수(resonance frequency)가 {\displaystyle \omega _{0}}가 변화하게 되는데, 바로 Bloch-Siegert 이동(Bloch-Siegert shift)이다.

## 참고 문헌
- J. J. Sakurai, Modern Quantum Mechanics, Revised Edition,1994.
- David J. Griffiths, Introduction to Quantum Mechanics, Second Edition, 2004.
- L. Allen and J. H. Eberly, Optical Response and Two-level Atoms, Dover Publications, 1987.